# Yūichirō Hata

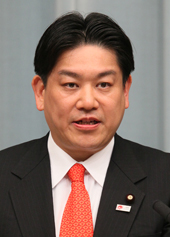
Yūichirō Hata (2012)

Yūichirō Hata (jap. 羽田 雄一郎, Hata Yūichirō; * 29. Juli 1967 in Setagaya, Tokio; † 27. Dezember 2020 in Bunkyō, Tokio) war ein japanischer Politiker (Demokratische Partei (Hata-Gruppe)→Demokratische Fortschrittspartei→Demokratische Volkspartei→Konstitutionell-Demokratische Partei), ab 1999 Abgeordneter im Sangiin, dem Oberhaus des japanischen Parlaments, für die Präfektur Nagano und von Juni bis Dezember 2012 Verkehrsminister unter Premierminister Yoshihiko Noda.
Hata, der älteste Sohn des Abgeordneten und ehemaligen Premierministers Tsutomu Hata und Enkel des Abgeordneten Bushirō Hata, studierte Pädagogik an der Tamagawa-Universität und war hoikushi, ein staatlich geprüfter Erzieher für Kleinkinder. Er arbeitete anschließend für die Itōchū-Stiftung des Handelskonzerns Itōchū Shōji.
1999 trat Hata als DPJ-Kandidat bei der Nachwahl in Nagano für den verstorbenen Maki Murasawa an und setzte sich gegen den ehemaligen Präfekturparlamentsabgeordneten Ken’ichirō Fukasawa (LDP) und zwei linke Kandidaten von SDP und KPJ durch. Bei den regulären Wahlen 2001, 2007 und 2013 wurde er jeweils neben Hiromi Yoshida (LDP) im Amt bestätigt. Bei der Shūgiin-Wahl 2012 im Dezember plante Hata zunächst, für die Nachfolge seines Vaters im 3. Wahlkreis Nagano zu kandidieren, folgte dann aber der Parteilinie keine „Erbkandidaten“ zu unterstützen und blieb Abgeordneter im Sangiin. Bei der Sangiin-Wahl 2019 wurde Nagano zum Einmandatswahlkreis, Hiromi Yoshida kandidierte nicht mehr; Hata gewann mit rund 55 % klar gegen den ehemaligen LDP-Shūgiin-Abgeordneten Yutaka Komatsu.
In den beiden letzten Kabinettsumbildungen von Yoshihiko Noda war Hata von Juni bis Dezember 2012 Land- und Verkehrsminister. Im Sangiin führte er 2013 den Sonderausschusses für Okinawa und den Streit um die „Nördlichen Territorien“/Südkurilen, von 2005 bis 2006 und erneut seit 2018 ist er Vorsitzender des Ausschusses für Land, Infrastruktur und Verkehr. Von 2013 bis 2015 war er Generalsekretär der Demokraten im Oberhaus, ebenso von 2017 bis 2018 für die Fortschrittsdemokraten.
Im September 2020 wechselte Hata bei der Neugruppierung von DVP und KDP zur „neuen“ KDP und wurde dort der Generalsekretär der Oberhaus-Fraktion.
Er starb am 27. Dezember 2020 im Alter von 53 Jahren in Tokio, kurz bevor ein COVID-19-PCR-Test wegen typischer Symptome gemacht werden konnte. Am Folgetag wurde offiziell COVID-19 als Todesursache bestätigt. Hatas Parlamentssitz gewann bei der resultierenden Nachwahl in Nagano im April 2021 sein jüngerer Bruder Jirō.